# Гавриленко Микола Мефодійович
Микола Мефодійович Гавриленко  (2 січня 1937, село Малі Гирли, тепер затоплене водами Каховського водосховища Нововоронцовського району Херсонської області) — український радянський діяч, міністр геології Української РСР. Депутат Верховної Ради УРСР 11-го скликання. Народний депутат України 1-го скликання. Кандидат у члени ЦК КПУ в 1986—1990 р. Член-кореспондент Академії гірничих наук України, кандидат технічних наук (1971), професор (1976).

## Життєпис
Народився в селянській родині.
У 1959 році закінчив Дніпропетровський гірничий інститут за спеціальністю «гірничий інженер».
З 1959 року — старший буровий майстер Степової експедиції у місті Макінську Казахської РСР, технолог бурових робіт партії № 51 Степової експедиції Міністерства геології СРСР.
З 1962 року — старший інженер з гірничих робіт виробничого відділу тресту «Луганськгеологія» головного управління геології та охорони надр.
З 1963 року — головний інженер, начальник Должанської геологорозвідувальної експедиції тресту «Ворошиловградгеологія» м. Свердловськ (тепер Довжанськ). Член КПРС з 1966 року.
З 1971 року — експерт бурових робіт Іранської національної металургійної корпорації м. Тегеран.
З 1973 року — доцент кафедри техніки розвідки родовищ корисних копалин Дніпропетровського гірничого інституту імені Артема.
З 1975 року — головний інженер — заступник керуючого, керуючий тресту «Ворошиловградгеологія».
З 1980 року — генеральний директор виробничого геологічного об'єднання «Ворошиловградгеологія».
З 1981 року — 1-й заступник міністра геології Української РСР.
З 29 липня 1982 по 9 вересня 1987 року — міністр геології Української РСР.
З 1987 року — генеральний директор Українського виробничого об'єднання з геологорозвідувальних робіт.
З 1988 року — начальник Головного Українського координаційного геологічного управління «Укргеологія», заступник міністра геології СРСР.
З 1991 по 1997 рік — голова Державного Комітету з геології та використання надр України.
З 1997 року — заступник генерального директора ТОВ «Галс-К Лтд» (Київ).
Одружений, має дітей.
Депутат міської Ради, ВР УРСР XI скликання; дійсний член Технологічної, Гірничої, Екологічної Академій наук України; член Геологічного товариства України.
Висунутий кандидатом у народні депутати трудовим колективом Должанської геологорозвідувальної експедиції. 18 березня 1990 р. обраний Народним депутатом України, набравши у 2-му турі 63,16 % голосів, 7 претендентів (Луганська обл., Свердловський виборчий округ N 63)
Голова підкомісії Комісії ВР України з питань екології та раціонального природокористування.

## Громадська діяльність
Очолював ВГО "Товариство "Україна - В'єтнам" (1991—1999 рр.).

## Нагороди
Нагороджений орденами «Знак Пошани», Трудового Червоного Прапора, двома медалями, Почесною грамотою Президії ВР УРСР (31.12.1986), Лауреат премії РМ СРСР, Державної Премії України, присвоєно почесне звання «Почесний розвідник надр». У 1997 році нагороджений орденом «За заслуги» ІІІ ступеня.